# In Good Company
In Good Company, inicialmente com o título Synergy (bra: Em Boa Companhia; prt: Uma Boa Companhia) é um filme de comédia estadunidense de 2004 escrito e dirigido por Paul Weitz e estrelado por Dennis Quaid, Topher Grace, e Scarlett Johansson. O filme é sobre um executivo de publicidade de meia-idade, cuja empresa é comprada por uma grande internacional corporação deixando-o com um novo chefe que é quase a metade de sua idade. Sua vida se complica ainda mais quando seu chefe tem um interesse romântico em sua filha. O filme foi um sucesso de crítica e financeiro, recebendo críticas positivas e ganhando mais de 61 milhões de dólares em bilheteria em todo o mundo.

## Elenco
- Dennis Quaid como Dan Foreman
- Topher Grace como Carter Duryea
- Scarlett Johansson como Alex Foreman
- Marg Helgenberger como Ann Foreman
- Clark Gregg como Mark Steckle
- David Paymer como Morty Wexler
- Selma Blair como Kimberly
- Ty Burrell como Enrique Colon
- Frankie Faison como Corwin
- Philip Baker Hall como Eugene Kalb
- Amy Aquino como Alicia
- Lauren Tom como Obstetra
- Colleen Camp como Recepcionista
- Zena Grey como Jana Foreman
- John Cho como Petey
- Malcolm McDowell (não creditado) como Teddy K, Globecom CEO

## Recepção
O filme recebeu críticas em sua maioria positivas, com uma pontuação global de 83%, baseado em 161 comentários, no site de classificações de filmes Rotten Tomatoes. O filme detém actualmente uma classificação de 66 no Metacritic.